# トキソフラビン
トキソフラビン(toxoflavin)は、Burkholderia gladioliを含むバクテリア種によって合成される毒素である。抗菌性も有する 。
トキソフラビンには酸塩基指示薬としての性質もあり、pH 10.5で黄色または透明色に変色する。